# Uganda konyhaművészete

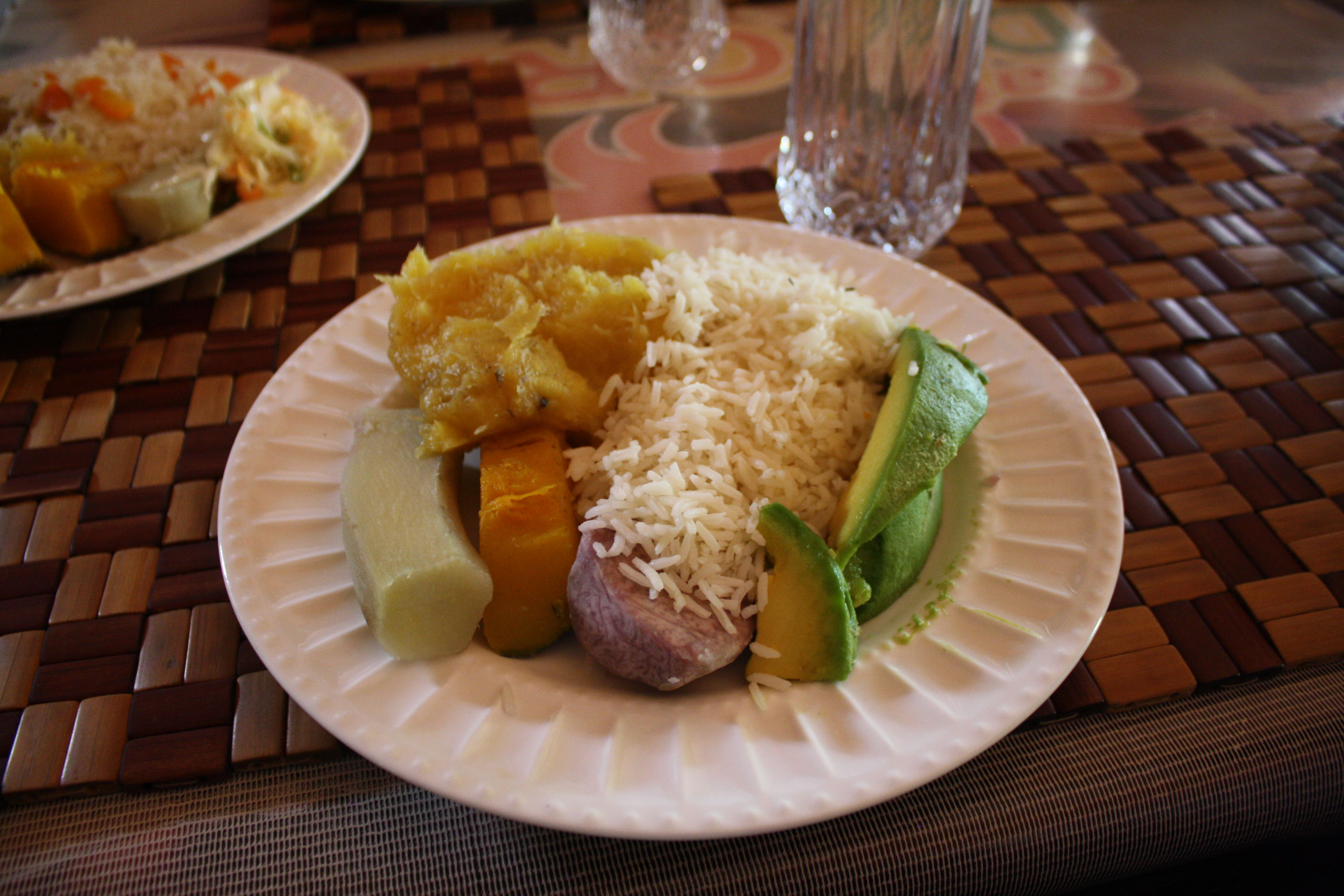
Az egyik jellegzetes étel. Elemei: rizs, kecskehús, lime, tök, édesburgonya

Az ugandai gasztronómia sokszínű. Vannak hagyományos és modern főzési módszerek, ételek. Ezekre az arab, indiai és angol konyha nagy befolyással volt. 
A törzseknek megvannak a saját specialitásuk főételekre és csemegékre is. A főételekben a különféle zöldségek és gyümölcsök széles palettáját előszeretettel használják. Mindenféle húst; csirkét, halat, kecskehúst, disznóhúst fogyasztanak az emberek, bár azért a szegényebb vidékeken ritkábban kerülnek az asztalokra ezek az ételek. A hús szuahéliül: Nyama.

## Főételek

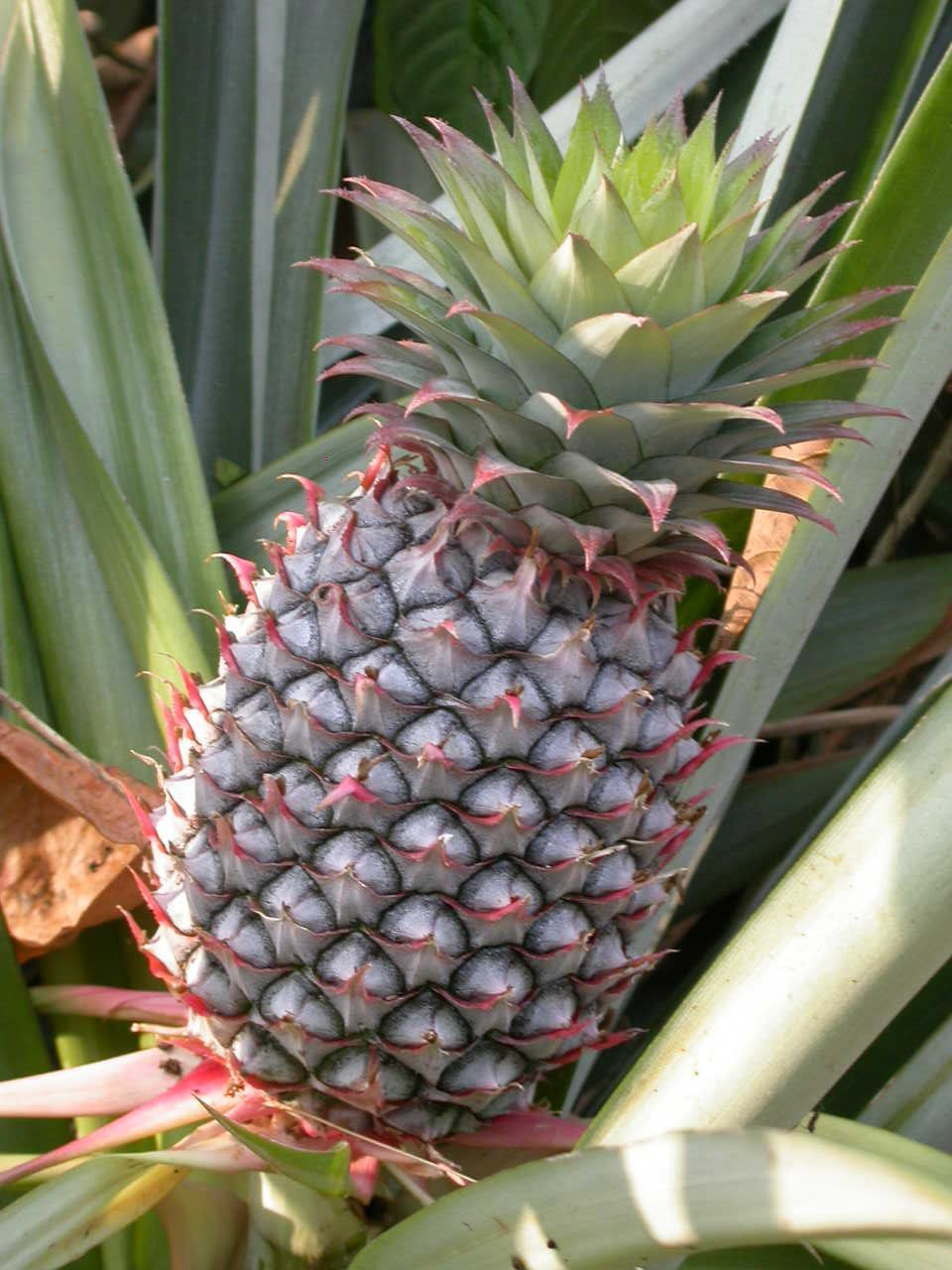
Ananász

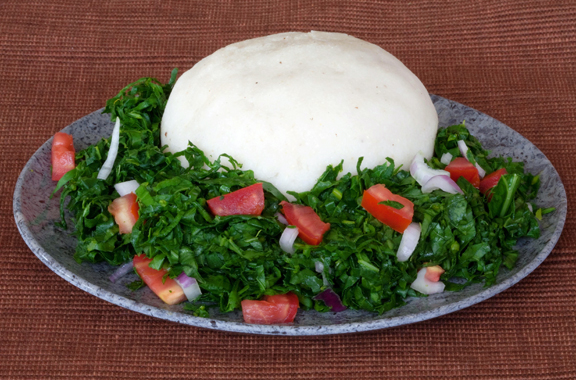
Ugali, északi módra

Jellemzőik, hogy van bennük hús, rizs, valamilyen mártás valamilyen zöldség vagy gyümölcs (pl. bab vagy mogyoró). Ennek a rendszernek az alapja az ugali. Ehhez az ételhez délen kukoricát, északon ún. poshot (zabkása) adnak. Leginkább reggelire fogyasztják.
A manióka és az édesburgonya szintén gyakran fogyasztott ételek. A szóját nagy mennyiségben termesztik Ugandában. Az állam az 1970-es évektől kezdve támogatta a szójatermelő gazdákat, és eljuttatta feldolgozott formában a közétkeztetésbe.
Sokféle leveles zöldség nő az országban. Ezeket gyakran forró vízben főzik és általában valamilyen pörkölttel fogyasztják. Ilyen zöldség például a disznóparéj. Gyümölcsökkel is gyakran díszítik az ételeket, ehhez banánt vagy ananászt használnak.

## Levesek
Az itteni levesek egyszerűeknek mondhatóak, de mivel Ugandában számtalanféle zöldséget és gyümölcsöt termesztenek, sokféle levesük van. Gyakran szokták a leveseket feldobni lime-mal vagy esetleg tojással. Mindig hatalmas nagy edényekben főzik.

## Csemegék
- Sült földimogyoró - egy darab szalvétában tálalva. Minden város utcáin találhatunk embereket, akik ezt árulják.

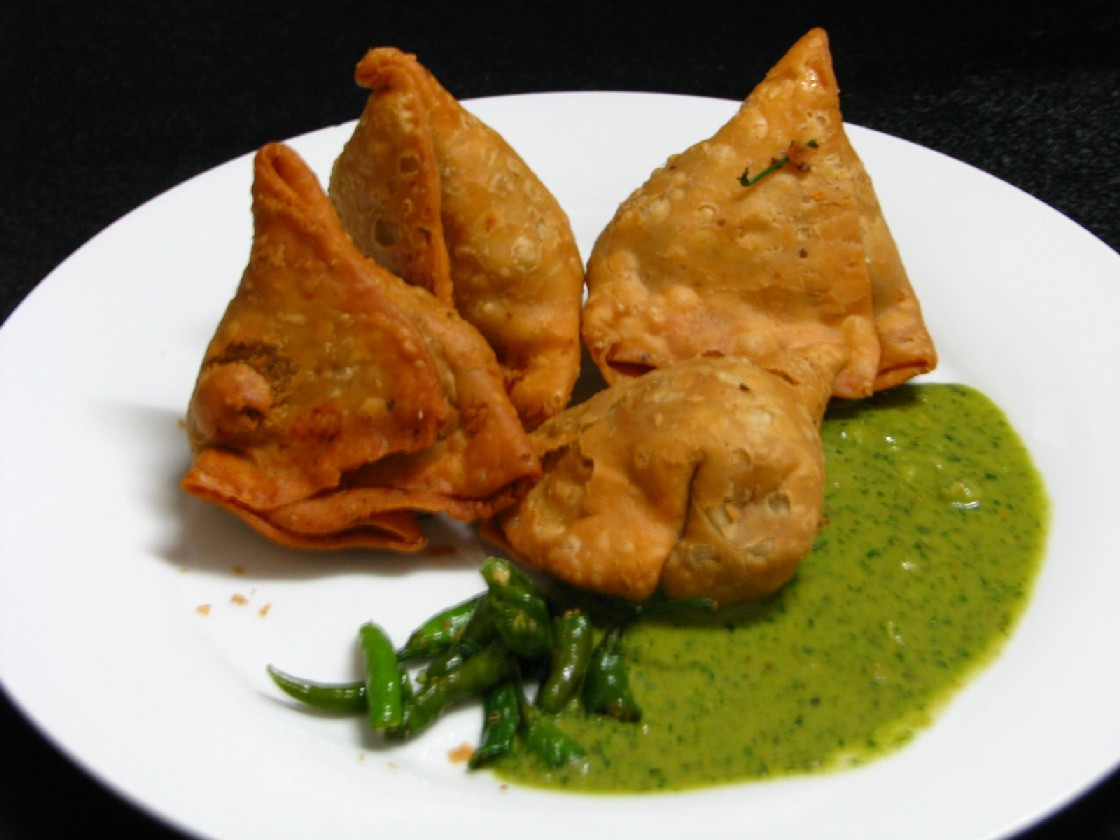
Samosa

- Samosa - ez az étel indiából származik, az itteni indiaiak készítették el először. Chapati (különböző alakzatokban elkészített, leginkább palacsintára hasonlító étel) és curry fűszer hozzákeverve. Leginkább uzsonnára fogyasztják.
- Mugati naamaggi (tojás és kenyér) - búzából készült, negyedére hajtogatott palacsinta, amely aprított és pirított főtt tojást tartalmaz.
- Nsenene - egy nagyon szokatlan étel, sült sáska vagy szöcske rizzsel.

## Italok

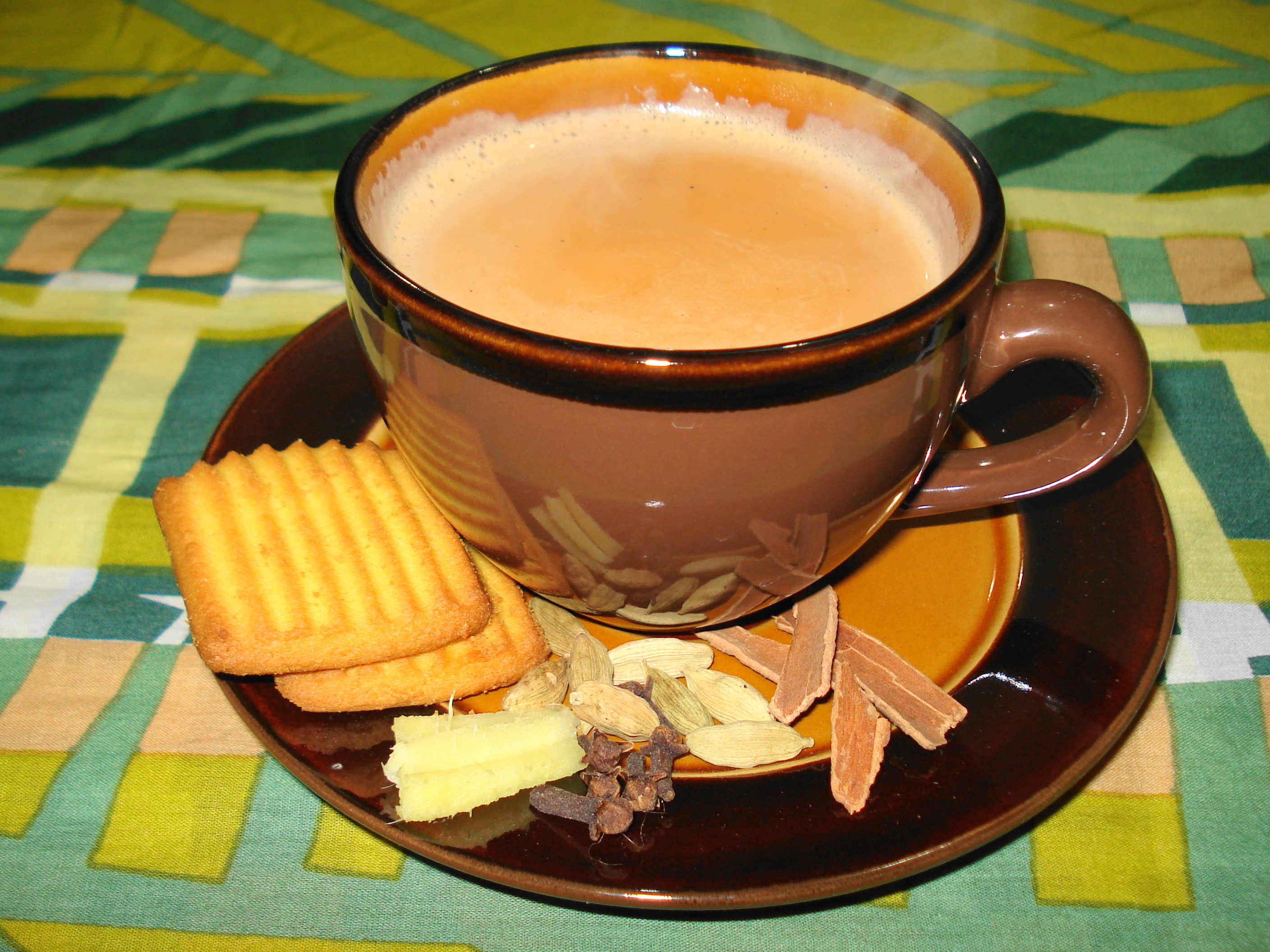
A tea helyi módra

A tea (chai) és kávé (kawa) híres ital az országban és fontos termesztett növény. A teát gyakran szokták helyi és angol módra inni. A szénsavas italok (Pepsi, Fanta, Coca-Cola) és a sör egyre elterjedtebbek.
Sokféle szeszes italt állítanak elő és exportálnak. Ilyen például az Ugandan Banana Wine (Ugandai Banánbor) vagy a Waragi, amely az ország legerősebb pálinkája és tisztítószerként is használják.